# Hanjü Sujping Kaosi
A Hanjü Sujping Kaosi (pinjin: Hànyǔ Shuǐpíng Kǎoshì, rövidítve: HSK; egyszerűsített kínai: 汉语水平考试; hagyományos kínai: 漢語水平考試) egy Kína által kiállított nyelvvizsga, amely ahhoz szükséges, ha valaki Kínában szeretne élni, dolgozni vagy tanulni. Ismeretes még „kínai TOEFL” néven is (amerikai mintára).  Az új típusú HSK nyelvvizsgát már Magyarországon is el lehet ismertetni, így értékes pontokat jelenthet a felvételinél.

## Háttér
1984-ben hozta létre a Pekingi Nyelvi és Kulturális Egyetem, és 1992-ben ismerte el a kínai kormány az ország egyetlen anyanyelvi nyelvvizsgájaként. 2005 óta már több mint 120 helyen lehet letenni a HSK-t (köztük Magyarországon is). Minden helyszínen más-más a megszerezhető legmagasabb szintű vizsga szintje.
Az Amerikai Egyesült Államok TOEFL vizsgájához hasonlítják, mivel az USA-ban is egy hasonló (értelemszerűen angol nyelvű) nyelvvizsga szükséges az országban való tanuláshoz. Jelen álláspont szerint minimum a 4-es szintűvel lehet beiratkozni bármely kínai felsőoktatási intézménybe, és a minimum az 5-ös szintűt várja el több nemzetközi cég.
A vizsgát világviszonylatban évente kétszer (április és október hónapokban) bonyolítják le, helyszínenként, általában változó időpontokban. Egy-egy adott szinten a legsikeresebb vizsgázó lehetőséget kap egy rövid időtartamú tanulmányi útra Kínába.
A HSK az egyszerűsített kínait használja vizsganyelvként. A letételétől számítva 2 évig érvényes, ezt követően (amennyiben szükséges) újra kell vizsgázni. A vizsga (a szünetekkel együtt) 180 perces.

## Szintbeosztás

### 2021-ig[3]
| Régi (2010-ben bevezetett) HSK-struktúra |              |                                     |
| Megnevezés (等第)                        | Szint (级别) | Jellemzés                           |
| HSK Advanced                             | 6            | Mesterfok (közel anyanyelvi szintű) |
| HSK Advanced                             | 5            | Haladó (felsőfok)                   |
| HSK Intermediate                         | 4            | Középszint                          |
| HSK Intermediate                         | 3            | Küszöbszint (alapfok)               |
| HSK Elementary                           | 2            | Alapszint                           |
| HSK Elementary                           | 1            | Minimumszint                        |

2010-ben egy teljesen újfajta vizsgarendszer került bevezetésre. A korábbi 11 szint helyett már csak 6 létezik, amelyek az Európában használt nyelvvizsgarendszerhez igazodnak (Közös Európai Referenciakeret). Az 1-es szint (kezdőfok) megfelel az európai A1-es szintnek, míg a 6-os szint (közel anyanyelvi) megfelel az európai C2-es szintnek.
A vizsga lebonyolításában a következő változások léptek életbe (a táblázatban jelölt különbségeken kívül):
- Megváltoztak a szókincsbeli követelmények.

* A1: 150 szó, ill. 178 írásjegy (a vizsga kb. 45 perc)
* A2: 300 szó, ill. 349 írásjegy (a vizsga kb. 55 perc)
* B1: 600 szó, ill. 623 írásjegy (a vizsga kb. 90 perc)
* B2: 1200 szó, ill. 1071 írásjegy (a vizsga kb. 105 perc)
* C1: 2500 szó, ill. 1709 írásjegy (a vizsga kb. 125 perc)
* C2: 5000 szó, ill. 2633 írásjegy
- 3-féle szóbeli szint jött létre:

* A1 és A2 szinteken: HSK Beginner (a vizsga kb. 17 perc)
* B1 és B2 szinteken: HSK Intermediate (a vizsga kb. 21 perc)
* C1 és C2 szinteken: HSK Advanced (a vizsga kb. 24 perc)
A megkívánt írásjegyek számát érdemes lehet összevetni az anyanyelvi beszélők hivatalos írástudatlansági határával: ez vidéken 1500, városban pedig 2000 írásjegy (ezek a C1-es szinthez szükséges 1709-hez állnak közel). Ehhez azonban hozzá kell tenni, hogy az illető emberek az adott számú karakterrel többször annyi szót ismerhetnek és használhatnak élőszóban (pl. kétezer írásjeggyel akár ötezer szót), mint amit a vizsgázóktól elvárnak, másrészt olvasni minden bizonnyal többet tudnak, mint írni, ha az írásjegyek pontos alkotóelemeit nem is tudják feltétlenül aktívan felidézni.

### Szintbeosztás 2021-től[5]
A 2021. július 1-jén életbe lépő új módosításnak köszönhetően a korábbi 6 szint 9-re bővül. Ezzel együtt a szintek szókészletei is megváltoznak: számos, a hétköznapok során használt kifejezés kerül bele.
| Új (2021-ben bevezetett) HSK-struktúra |              |        |                 |            |                  |
| Fokozat (等第)                         | Szint (级别) | Szótag | Írásjegy (汉字) | Szókészlet | Nyelvtani esetek |
| Elementary                             | Level 1      | 269    | 300             | 500        | 48               |
| Elementary                             | Level 2      | 468    | 600             | 1272       | 129              |
| Elementary                             | Level 3      | 608    | 900             | 2245       | 210              |
| Intermediate                           | Level 4      | 724    | 1200            | 3245       | 286              |
| Intermediate                           | Level 5      | 822    | 1500            | 4316       | 357              |
| Intermediate                           | Level 6      | 908    | 1800            | 5456       | 424              |
| Advanced                               | Level 7-9    | 1110   | 3000            | 11092      | 572              |

A változásoknak köszönhetően a korábbi szintekhez képest az új szintek eléréséhez dupla annyi írásjegyet kell felismerni: 1-es szinten a korábbi 150 helyett 300-at, 2-es szinten a korábbi 300 helyett 600-at. 1-es és 2-es szinteken továbbra sem kell felismerni az írásjegyeket, hiszen minden pinyinnel is írva van. Mivel az új szintekhez jóval nagyobb szókincs is szükségeltetik, ezért a régi rendszer szerinti 3-as szinten vizsgát tett vizsgázó az új rendszer szerint csak 1-es szint körül mozog. Hasonló visszaesés van magasabb szinteken is.
A vizsga menetében, lebonyolításában változás nem történt.

## Helyszínek
A HSK vizsgára való jelentkezés a világ közel 120 országában lehetséges. Magyarországon 2001 óta az ELTE BTK-n, 2007 óta az ELTE Konfuciusz Intézetében, 2013-tól a Miskolci Egyetem Konfuciusz Intézetében is van lehetőség vizsgázni, évente két alkalommal.